# Hofpleinkerk
De Hofpleinkerk is een bakstenen zaalkerk in Middelburg gebouwd in 1930 naar een ontwerp van architect A. de Poorte. De oude kerk, gebouwd in 1892, was te klein geworden en er werd besloten voor nieuwbouw. De kerk ligt aan het Hofplein, waarnaar de kerk is vernoemd. In 2019 werd de kerk gesloten en herbestemd tot een zorgcentrum waarvoor de werkzaamheden in 2022 begonnen.

## Geschiedenis
Voor de 19e eeuw stond in het gebied tussen de Korte Noordstraat, Hofplein en Achter het Hofplein de Sint Pieterskerk, ook wel Noordmonsterkerk genoemd. Door verval tijdens de Napoleontische tijd en daarna, werd in 1834 besloten de kerk af te breken. Hierdoor ontstond er een open ruimte, genaamd het Hofplein. In 1892 werd het plein bebouwd met vijf relatief grote huizen en een kerk welke in gebruik werd genomen door de Gereformeerde Kerk afdeling Sint Pieterstraat (kerk B). Door groei van de kerk werd het gebouw te klein, zodat in 1929 het besluit werd genomen de kerk te vervangen en in 1930 af te breken. Op 5 juni werd begonnen aan de bouw van de huidige kerk, welke in 1931 in gebruik genomen is. Het interieur werd daarna tweemaal verbouwd, in 1977 en 2009. In 1980 werd de kerk gerestaureerd door de architecten Steen en Tuinhof.

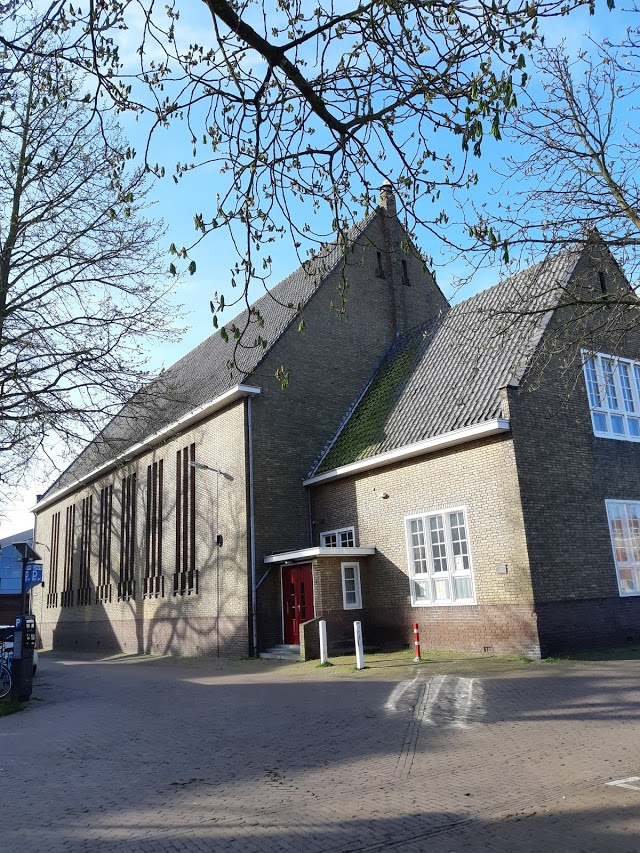
De achterzijde van de Hofpleinkerk.

De huidige kerk kenmerkt zich door langwerpige verticale ramen. In de eerste Hofpleinkerk lagen verschillende 17e-eeuwse grafzerken, afkomstig uit de Noordmonsterkerk. Deze zijn met de nieuwbouw van 1930 verloren gegaan.

## Gemeente
Aan het einde van de 19e eeuw kende Middelburg drie Gereformeerde kerken. Gereformeerde Kerk A, van oorsprong Christelijke Afgescheiden Gemeente, welke kerkte in de Gasthuiskerk. Gereformeerde Kerk C, afkomstig uit de Doleantie en geïnstitueerd in 1887, welke kerkte in de Noorderkerk aan de Bogardstraat (gesloopt in 1985). En als derde Gereformeerde Kerk B, vroegere kruisgemeente uit 1858. Deze gemeente kerkte eerst in een kerk aan de Sint-Pieterstraat (verwoest in 1940) en nam in 1892 de voormalige Hofpleinkerk in gebruik, waarna in 1931 de huidige Hofpleinkerk in gebruik genomen werd.
Als onderdeel van het Samen op Weg-proces gingen de Gereformeerde Kerken en Hervormde Gemeente van Middelburg in 2004 samen tot de Protestantse Gemeente Middelburg (PGM). vanwege terugloop van het aantal kerkgangers heeft de PGM moeten besluiten om meerdere kerken af te stoten. Op 2 juni 2019 werd de laatste dienst gehouden in de Hofpleinkerk en sindsdien werd gezocht naar een nieuwe bestemming met een maatschappelijke functie. In 2021 werd bekend dat de kerk zou worden verbouwd tot zorgcentrum.

## Orgel
Bij de nieuwbouw van de Hofpleinkerk werd ook een nieuw orgel aangekocht welke werd gebouwd en geplaatst door orgelbouwer A.S.J. Dekker uit Goes. Tijdens de Tweede Wereldoorlog hebben onderduikers zich nog tussen de pijpen verscholen. Het orgel kampte echter met luchtvochtigheidsproblemen doordat tegen de wand achter het orgel een schoorsteen was gebouwd. Op verscheidene plaatsen begon wind te lekken door uitdroging van het hout. Tijdens de verbouwing van de kerk in 1977 werd besloten om het orgel te slopen, hetgeen gebeurde in 1979. Het ontstane gat aan de wand werd gedicht met gipsplaat. Na de sloop werd een nieuw orgel besteld bij orgelbouwer S.F. Blank uit Herwijnen. Het orgel, met 14 stemmen, werd na zes jaar geleverd, in de tussentijd werd de eredienst begeleid door een elektronisch orgel. Op 1 maart 1985 werd het orgel in gebruik genomen.